# Przegroda
Przegroda jest elementem budowlanym, którego zadanie polega na oddzieleniu od siebie dwu przestrzeni użytkowych. Przegrodę mogą stanowić: mury ceglane lub kamienne, różnego rodzaju ściany i przepierzenia, a także meblościanki, itp.